# La Paz (La Paz)

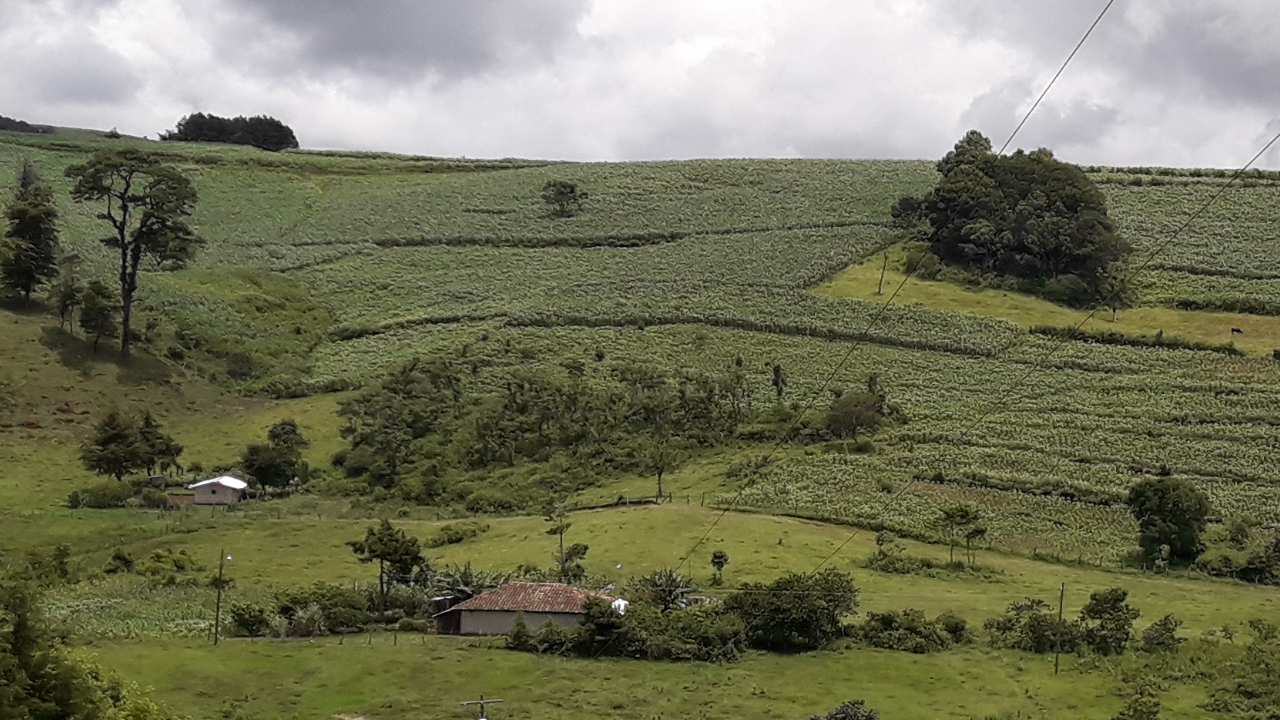
Planícies na cidade de La Paz em Honduras

La Paz é um município de Honduras, localizado no departamento de La Paz.